# Linia kolejowa nr 415
Linia kolejowa nr 415 – jednotorowa, niezelektryfikowana linia kolejowa znaczenia miejscowego z Gorzowa Wielkopolskiego do przystanku Gorzów Wielkopolski Wieprzyce (pierwotnie do Myśliborza).
Linia została uruchomiona w pełnej relacji w 1912 r.; obecnie (2023) jest wykreślona z ewidencji linii kolejowych PKP PLK od stacji Gorzów Wielkopolski Wieprzyce. Na prawie całym wykreślonym odcinku linia jest rozebrana. Zachowane są jednak niektóre obiekty inżynieryjne, jak wiadukty w Gorzowie Wielkopolskim i pobliskich miejscowościach.

## Historia
Szlak kolejowy do Myśliborza został oddany do użytku 15 września 1912 roku. Ruch pasażerski trwał nieprzerwanie do końca lipca 1991 roku, a towarowy do końca kwietnia 1999 r. Do czerwca 2001 wykorzystywany był jedynie odcinek z Gorzowa do Baczyny. Wraz z początkiem 2006 roku fragment linii do Myśliborza w całości wykreślono z ewidencji PKP. Decyzję o jego likwidacji podjęto w kwietniu 2005 r., ale prace rozbiórkowe przeprowadzono o wiele później. Samorządy nie porozumiały się ws. przejęcia infrastruktury.
Zgodnie z decyzją Ministra Infrastruktury nr FK - 4951-01/05 z dnia 07 września 2005 r. na odcinku od km 4,100 do km 48,603 linia została formalnie zlikwidowana.
W 2008 roku firma Berger Bau GmbH, odpowiedzialna za budowę odcinka drogi S3 w rejonie Myśliborza, wyraziła chęć wykorzystywania odcinka Gorzów - Świątki przez okres około 2 lat w celu dowozu kruszywa do fabryki masy bitumicznej, która planowana była w miejscowości Świątki. Firma zwróciła się do dyrekcji kolei o przywrócenie użytkowania linii, jednocześnie zobowiązując się do odbudowy nieprzejezdnej już wtedy linii kolejowej na własny koszt (za kwotę blisko 1,5 mln zł).
W marcu 2009 ukończono prace mające na celu odbudowę linii w kierunku Myśliborza. Zakład Linii Kolejowych w Gorzowie Wlkp. oficjalnie poinformował, że od 24 marca 2009 roku wznawia się ruch pociągów na szlaku kolejowym Gorzów – Myślibórz na odcinku do stacji Świątki. Pierwszy pociąg wyruszył z Gorzowa około godziny 13:00.
Wraz z ogłoszeniem programu "Kolej +" w 2020 roku, samorządy Województwa Lubuskiego oraz Zachodnio-Pomorskiego zgłosiły projekt odbudowy linii 415 na fragmencie Myślibórz - Gorzów Wielkopolski. Projekt ten został przejęty do II etapu programu, lecz ze względu na brak zainteresowania przez samorządy z obu województw, projekt został odrzucony.
W 2021 projekt remontu linii 363 Skwierzyna - Międzychód, został poszerzony o odbudowę oraz budowę nowego fragmentu linii 415 Gorzów Wielkopolski - Gorzów Wielkopolski Strefa Ekonomiczna. 6 października 2023 roku została podpisana umowa na realizację projektu remontu linii 363 oraz obudowy linii 415.

## Pociągi specjalne

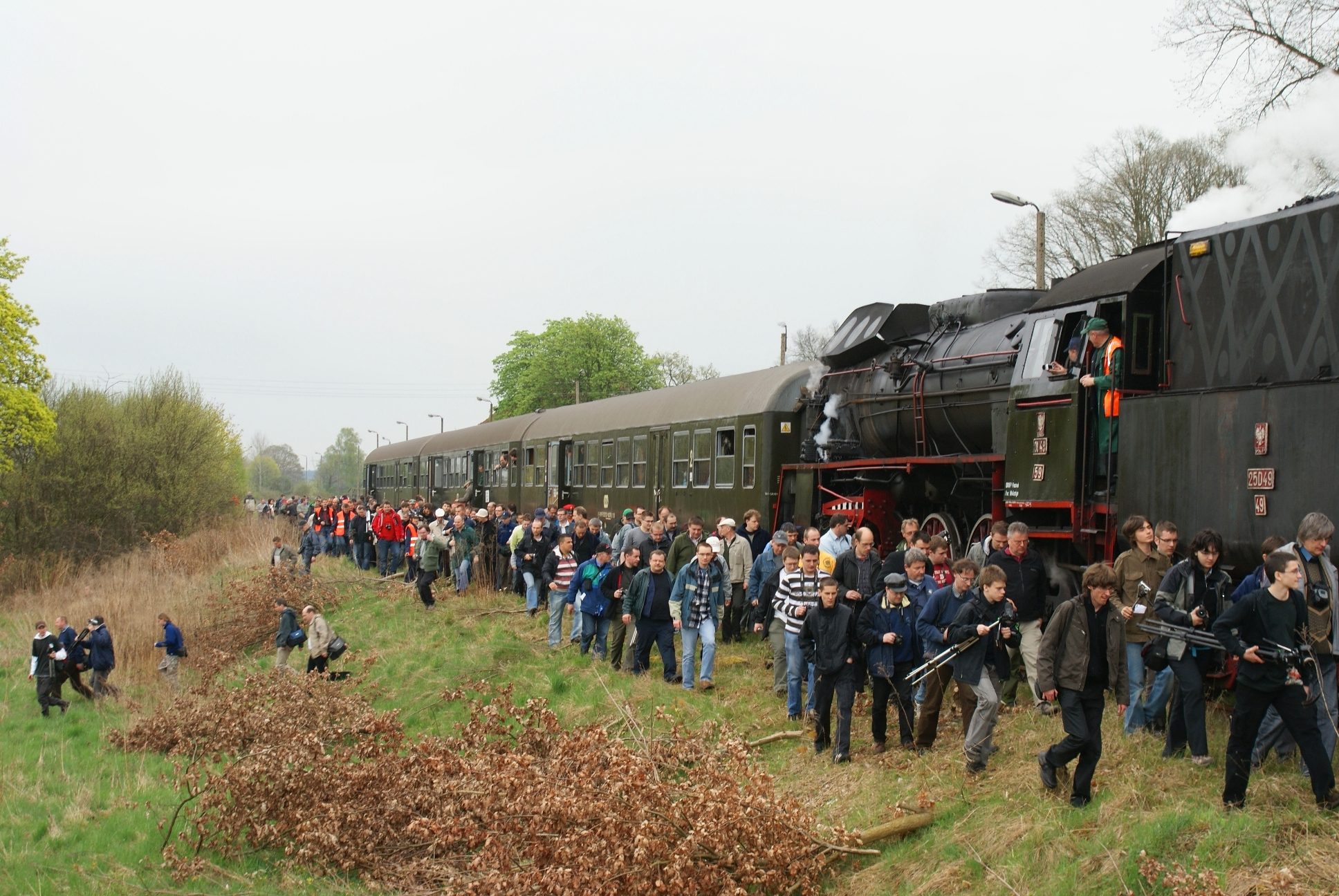
Impreza „Parowozem przez Wielkopolskę”

18 kwietnia 2009 r. Towarzystwo Przyjaciół Wolsztyńskiej Parowozowni zorganizowało pociąg specjalny w ramach imprezy miłośników kolei „Parowozem przez Wielkopolskę”. Pociąg retro składał się z parowozu Ol49-59 oraz trzech oliwkowych wagonów typu 120A „Bonanza”. Podróż pociągiem specjalnym była unikatowa z powodu przejazdu zamkniętą dla ruchu pasażerskiego i towarowego linią nr 415.